# Liou Ťin
Liou Ťin (čínsky pchin-jinem Liú Jǐn, znaky zjednodušené 刘瑾, tradiční 劉瑾, 1451–1510) byl čínský eunuch a v letech 1506–1510 nejvlivnější člen vlády Čeng-tea, císaře čínské říše Ming. Patřil mezi skupinu eunuchů, takzvaných „osm tygrů“, sloužících Čeng-teovi od jeho dětství. Po nástupu Čeng-tea na trůn roku 1505 byli „tygři“ povýšeni a od následujícího roku Liou Ťin dominoval vládě. Zahájil řadu reforem zaměřených na zvýšení státních příjmů a doprovázených růstem vlivu eunuchů na úkor úředníků. Reformy vyvolaly neklid v říši a ostrou opozici úředníků. Roku 1510 byl svými bývalými spojenci mezi eunuchy obviněn ze zrady a popraven.

## Život

### Původ a vzestup
Liou Ťin se narodil roku 1451, pocházel z okresu Sing-pching v provincii Šen-si. Jeho původní příjmení bylo Tchan (談), příjmení Liou získal jako malý chlapec, když byl vykastrován a adoptoval ho eunuch sloužící v Zakázaném městě mingskému císaři Čcheng-chuovi. Vynikl inteligencí a výmluvností. Po čase byl jedním z eunuchů přidělených k Ču Chou-čaovi, mladému synovi císaře Chung-č’ a korunnímu princi. Roku 1505 Chung-č’ zemřel a Ču Chou-čao se stal císařem (znám je jménem své éry – Čeng-te). Na rozdíl od svého otce, Čeng-te před civilními úředníky dával přednost eunuchům, s nimiž vyrůstal, zejména takzvaným „osmi tygrům“, mezi něž patřil i Liou Ťin.
Po nástupu Čeng-teho na trůn výrazně povýšil – převzal vedení úřadu pro zvony a bubny (čung-ku-s’, 鐘鼓司) a dostal se mezi velitele pekingské posádky jako velitel střelných zbraní u „divize pěti tisíc“ (wu-čchien-jing, 五千營) a později „spojené divize“ (tchuan-jing, 團營). Přesvědčil císaře, že nedostatek státních příjmů pochází z neschopnosti a korupce úředníků zodpovědných za finance. Navrhl jejich kontrolu a potrestání odhalených korupčníků. Eunuchové z Východního křídla (což byla mingská tajná policie) po úřednících nekompromisně požadovali plnění povinností. Například, když zjistili, že roku 1505 bylo v Su-čou a okolí na daních vybráno pouze 25 tisíc štůčků hedvábí místo předepsaných 300 tisíc, nařídili ministerstvu daní, aby zařídilo dodání dlužného hedvábí po 50 tisících štůčků každých 10 dní s tím, že úředníci neplnící příkaz půjdou do vězení.
V roce 1506 se skupina vysokých úředníků v čele s velkými sekretáři Liou Ťienem a Sie Čchienem spojila s vysoce postavenými eunuchy (mezi něž patřil i ředitel Východního křídla Wang Jüe), kteří se cítili ohroženi vzestupem „tygrů“, dohodli se na petici požadující Liou Ťinovu popravu, i když zúčastnění eunuchové by před popravou dali přednost pouze jeho přeložení na jih. Avšak 27. října ministr daní Chan Wen předložil (nad rámec dohody) císaři petici žádající popravu celé osmičky. Císař sice odmítl popravu, ale byl svolný s potrestáním. Ministr státní správy Ťiao Fang však Liou Ťina informoval o akci proti němu a osmička se tak na poslední chvíli dostala k císaři a přesvědčila ho o tom, že se jejich kritici spikli a chtějí získat nekontrolovanou moc. Rozzuřený císař „tygry“ okamžitě povýšil (Liou Ťin se stal vedoucím sekretářské sekce správy obřadů) a eunušské spojence skupiny Liou–Sie přeložil do Nankingu. Cestou na jih byli zabiti. Na ranní audienci 28. října bylo oznámeno, že v záležitosti osmičky císař již rozhodl; velcí sekretáři až na Li Tung-janga reagovali rezignací. O čtyři dny později byl Ťiao Fang jmenován velkým sekretářem. Sekretariát doplnili i další spojenci osmičky. Poté, od října 1506 do září 1510, dominovala dvoru eunušsko-úřednická aliance v čele s Liou Ťinem. Liou sám nebyl moc dobře vzdělán, proto byl při řízení správy země závislý na schopných ministrech, například ministru státní správy Čang Cchajovi. Mezi jeho spojence patřil i velký sekretář Liou Jü, ministr vojenství Cchao Jüan-ťin a velitelé gardy ve vyšívaných uniformách Jang Jü a Š’ Wen-i.

### Reformy
V čele vlády (resp. jako vedoucí správy obřadů, nejvlivnějšího eunušského úřadu), se Liou Ťin soustředil se na zvýšení císařových příjmů. Jeho agenti vymáhali dodatečné odvody stříbra z dolů ve Fu-ťienu a S’-čchuanu, organizovali prodej soli nad rámec kvót (a když je úředníci zatkli, sami skončili ve vězení). Zisky z prodeje soli měly podle Liou Ťinova záměru být po pozemkové dani druhým nejvýznamnějším zdrojem státních příjmů, tajná policie řízená eunuchy proto pašeráky soli pronásledovala po celé zemi. Nutil úředníky odpovědné za finance a daně přesně plnit odvody, pod hrozbou vysokých pokut. Požadoval na nich, k jejich zděšení, dodávky na sever a odvody, které je ožebračovaly. Poslušnost úředníků si vynucoval brutálním terorem. Potýkal se i s averzí ostatních „sedmi tygrů“.
Zvyšování státních příjmů vyšším zdaněním vojenských domácností vyvolalo všeobecnou nespokojenost v pohraničí, což roku 1509 vyústilo v růst banditismu v severní metropolitní oblasti Pej č’-li a roku 1510 i v otevřené povstání, které zasáhlo území od Pekingu po řeku Jang-c’-ťiang. V provincii Šen-si nespokojenost vojáků a důstojníků umožnila vzpouru knížete z An-chua.
V březnu 1507 vyšel výnos, dle kterého byli eunušští intendanti v provinciích postaveni na roveň vedoucím provinčním úředníkům a mohli šetřit jakoukoli administrativní či právní záležitost. Růst pravomocí eunuchů vyvolal ostrou opozici úředníků.
Zatímco se Liou Ťin staral o stát, císař hledal vzrušení v radovánkách. Když se jednou císař bavil, Liou Ťin mu předložil k podpisu státní dokumenty, ale císař do vyplísnil, že ho zaměstnává, aby ho od otravného čtení a podepisování dekretů osvobodil. Pak už Liou Ťin císaře státními dokumenty neobtěžoval. Svobodný císař se věnoval zábavám v novém „Leopardím paláci“, obklopen eunuchy, důstojníky, hudebníky, lámy a krásnými dívkami.

### Pád
V květnu 1510 v Šen-si povstal Ču Č’-fan, kníže z An-chua, který chtěl využít opozice proti Liou Ťinovým reformám. Vzpouru během osmnácti dnů zlikvidovala místní vojska. Jeden z „osmi tygrů“, Čang Jung byl mezitím v čele armády vyslán proti povstalcům a císař do Šen-si poslal i tamních poměrů znalého úředníka Jang I-čchinga. Během společného uklidňování situace Jang I-čching přesvědčil Čang Junga, že je ve smrtelném nebezpečí, protože Liou Ťin připravuje další převrat.
Po návratu do Pekingu se Čang Jung spojil s ostatními šesti „tygry“ a 13. září 1510 obvinili Liou Ťina z přípravy spiknutí proti císaři. Liou Ťin údajně zamýšlel zavraždit císaře a instalovat svého vlastního prasynovce na trůn. Převrat se měl konat 17. září 1510 při pohřbu Liou Ťinova staršího bratra, který shodou okolností nedlouho předtím zemřel. Císař ve zradu Liou Ťina nechtěl věřit, ale nechal se přesvědčit. Následující den byl Liou Ťin přeložen do Nankingu a jeho majetek zkonfiskován; když císař uviděl zbraně a ohromné poklady, které Liou nahromadil, přikázal ho popravit, přestože Liou trval na své nevině. Dne 16. září byl Liou Ťin zatčen a 27. září zahájena jeho třídenní poprava.
Liouovi spojenci byli odstraněni, a jeho reformy zrušeny. Zničeny byly i dokumenty o reformách, takže jediný podstatný pokus o změnu administrativního uspořádání říše Ming a rozšíření císařovy přímé kontroly skrze eunušské pověřence skončil v nicotě.
Klasičtí historici ostře kritizují Liouovu skupinu, nicméně ta se snažila zefektivnit správu říše a zastavit pokles autority centra. Pokoušela se též bránit úředníkům sloužit především svým osobním zájmům (předcházejíce tak analogické snažení Čang Ťü-čenga). Nicméně fakt, že reformy iniciovali eunuši, postačil k jejich odmítání konzervativní částí úřednictva.